# Мисс США 1972
Мисс США 1972 (англ. Miss USA 1972) — 21-й конкурс красоты Мисс США прошедший 20 мая 1972 года, в Cerromar Beach Hotel, Дорадо, Пуэрто-Рико. Победительницей конкурса стала Таня Уилсон из штата Гавайи.

## Результаты
| Итоговое место | Участница |
| -------------- | --- |
| Мисс США 1972  | - Гавайи — Таня Уилсон |
| 1-я Вице Мисс  | - Нью-Йорк — Альберта Филлипс |
| 2-я Вице Мисс  | - Калифорния — Ким Хобсон |
| 3-я Вице Мисс  | - Флорида — Кони Энсор |
| 4-я Вице Мисс  | - Огайо — Кэтлин Кельмьер |
| Полуфиналистки | - Аляска — Патрисия Лейн - Вашингтон (округ Колумбия) — Джанет Гейл Гринуолт - Луизиана — Бонни Мартин - Мичиган — Мэрилин Энн Петти - Нью-Мексико — Донна Рил - Северная Каролина — Дебора Энн Фолс - Южная Каролина — Сьюзан Гордон |

### Награды
| Награда              | Участница               |
| -------------------- | ----------------------- |
| Мисс Конгениальность | - Юта – Пегги Мур       |
| Мисс Фотогеничность  | - Техас – Сьюзан Питерс |

## Штаты-участницы
| - Алабама — Элейн Барнхилл - Аляска — Патрисия Лейн - Аризона — Марсия Бэнкс - Арканзас — Сьюзен Тиченор - Калифорния — Ким Хобсон - Колорадо — Патрисия Кэдиган - Коннектикут — Дайан Стивенс - Делавэр — Мишель Войер - Вашингтон (округ Колумбия) — Джанет Гейл Гринуолт - Флорида — Кони Энсор - Джорджия — Кэй Эйерс - Гавайи — Таня Уилсон - Айдахо — Лианн Фулмер - Иллинойс — Джани Холл - Индиана — Джули Клиффорд - Айова — Дженнифер Джо Оуэн - Канзас — Мона Генье - Кентукки — Тамара Бранстеттер - Луизиана — Бонни Мартин - Мэн — Синтия Люс - Мэриленд — Пэтти Таунсенд - Массачусетс — Дейл Кардер - Мичиган — Мэрилин Энн Петти - Миннесота — Дарлин Коскиниеми - Миссисипи — Дебора Павлик - Миссури — Джанет Поттер | - Монтана — Митриан Попович - Небраска — Тереза Энгельс - Невада — Трейси Линн Уитни - Нью-Гэмпшир — Кэти Дэвис - Нью-Джерси — Лела Десантес - Нью-Мексико — Донна Рил - Нью-Йорк — Альберта Филлипс - Северная Каролина — Дебора Энн Фолс - Северная Дакота — Гейл Шмейхель - Огайо — Кэтлин Кельмьер - Оклахома — Пэм Веннерберг - Орегон — Ивонн Файлс - Пенсильвания — Джини Задрозны - Род-Айленд — Жанна Лемей - Южная Каролина — Сьюзан Гордон - Южная Дакота — Кэтлин Бакке - Теннесси — Линда Дайан Томпсон - Техас — Сьюзан Питерс - Юта — Пегги Мур - Вермонт — Стейси Беккер - Виргиния — Деде Мур - Вашингтон — Конни Эмброуз - Западная Виргиния — Дайан Маккатчеон - Висконсин — Сьюзан Насс - Вайоминг — Тамара Талли |

## Судьи
Жюри конкурса было выбрано из десяти известных лиц.
- Эд Салливан — артист
- Уолт Фрейзер — баскетболист New York Knicks
- Жаклин Сюзанн — автор
- Холстон — дизайнер
- Синди Адамс — телеведущий и обозреватель
- Донг Кингман — художник
- Рита Морено — пуэрто-риканская актриса
- Боб Лардин — автор статьи для New York Sunday News
- Чак Коннорс — актёр
- Уильям Найт — Старший вице-президент по Avis Rent a Car System